# Трав'яний краб прибережний
Трав'яний краб прибережний (Carcinus maenas) — вид ракоподібних з родини Portunidae. Родом з північного сходу Атлантичного океану та Балтійського моря; колонізував схожі середовища в Австралії, Південній Африці, Південній Америці і атлантичні і тихоокеанські прибережні ділянки Північної Америки.
Дорослі краби до 60 мм завдовжки і до 90 мм шириною. Забарвлення крабів сильно варіюється, вони можуть бути коричневими, сірими або червоними. Ця мінливість зокрема залежить від середовища проживання. Зазвичай краби, які затримують линьку, стають зеленими, рідко червоними. Особини червоного кольору - більш агресивні і сильні, але менш стійкі до впливів зовнішнього середовища, до таких, як низька солоність та гіпоксія.